# Систематическое название элемента
Системати́ческое назва́ние элеме́нта — временное имя и химическое обозначение, которые присуждаются новосинтезированным или пока ещё не синтезированным химическим элементам. В химии трансурановые элементы получают постоянное название и обозначение лишь после того, как их синтез будет достоверно подтверждён. В некоторых случаях присуждение постоянного названия откладывается на значительный срок и даже становится предметом для острых политических дискуссий. С целью обозначения подобных элементов без двусмысленностей Международный союз теоретической и прикладной химии (ИЮПАК) использует набор правил, по которым таким элементам присваивается временное систематическое название и обозначение.

## История
Первая подобного рода система использовалась Д. И. Менделеевым для обозначения предсказанных им элементов. Эта номенклатура была основана на установленной Менделеевым периодичности химических свойств элементов; для обозначения ещё не открытого элемента использовалось название его более лёгкого аналога с соответствующей приставкой: «эка-» — для элемента следующего периода, «дви-» — для элемента на два периода дальше, «три-» — для элемента на три периода дальше.
Позже, после установления связи порядкового номера элемента с зарядом ядра атома, для обозначения неоткрытых и новооткрытых элементов в основу системы был положен именно порядковый номер элемента.
Современная система вре́менных названий, основанная на использовании основ, заимствованных из латинского и греческого языков, была введена ИЮПАК в 1978 году. С 1990 года эта система входит в правила ИЮПАК по номенклатуре неорганических соединений.

## Правила ИЮПАК
| Цифра | Международный корень | Русский корень | Символ |
| ----- | -------------------- | -------------- | ------ |
| 0     | nil                  | нил(ь)         | n      |
| 1     | un                   | ун             | u      |
| 2     | bi                   | би             | b      |
| 3     | tri                  | три            | t      |
| 4     | quad                 | квад           | q      |
| 5     | pent                 | пент           | p      |
| 6     | hex                  | гекс           | h      |
| 7     | sept                 | септ           | s      |
| 8     | oct                  | окт            | o      |
| 9     | enn                  | енн            | e      |

Временные названия однозначно выводятся из зарядового числа элемента. Каждая цифра номера переводится в «числовой корень» в соответствии с таблицей, представленной справа. После этого корни просто складываются вместе, и к результату добавляется стандартный латинский суффикс -ium (рус. -ий). Часть используемых «числовых корней» имеет латинское происхождение, часть — греческое; корни подобраны таким образом, чтобы их первые буквы не повторялись.
Имеется два правила, по которым числовые корни видоизменяются с целью избежать образования труднопроизносимых названий:
- Если корни bi или tri находятся в конце (то есть, прямо за ними должно следовать окончание -ium), то результатом сложения будут -bium и -trium соответственно (не -biium и не -triium).
- Если за корнем enn следует корень nil (то есть, при наличии цифровой последовательности −90−), то результатом сложения будет -ennil-, а не -ennnil-.

Систематическое обозначение элемента образуется из трёх первых букв каждого цифрового корня, при этом первая буква представляется заглавной.
По состоянию на начало 2017 года, все элементы с атомными номерами до 118 уже получили постоянные имена и обозначения, поэтому систематические названия и обозначения используются только для элементов с атомными номерами начиная со 119-го (унуненний).
Примеры:
| Элемент 122: | un + bi + bi + um     | = | унбибий (unbibium, Ubb)          |
| Элемент 167: | un + hex + sept + ium | = | унгекссептий (unhexseptium, Uhs) |
| Элемент 190: | un + en + nil + ium   | = | уненнилий (unennilium, Uen)      |
| Элемент 200: | bi + nil + nil + ium  | = | бинилнилий (binilnilium, Bnn)    |
| Элемент 258: | bi + pent + oct + ium | = | бипентоктий (bipentoctium, Bpo)  |
Примечание: Все элементы, представленные в примерах, — это лишь гипотетические элементы. По состоянию на 2024 год, достоверно открытым элементом с самым большим атомным номером является оганесон (атомный номер — 118).